# Alíšer Navoí
Alíšer Navoí (9. února 1441 Herát - 3. ledna 1501 Herát) byl uzbecký básník a politik, zakladatel čaghatajské literatury, narozený na území dnešního Afghánistánu, v jeho době Tímúrovské říše. Čerpal z perských zdrojů, ale zdůrazňoval rovnocennost starouzbečtiny a perštiny (zejm. v díle Muxokamat allugatayn). K jeho nejslavnějším dílům patří Farchad a Sírín. Byl rovněž členem dervišského mystického řádu, jeho duchovním učitelem byl básník Džámí. Věnoval se též filantropii, malířství a kaligrafii. Jeho život se stal námětem vůbec prvního uzbeckého filmu z roku 1948: Básník a vladař.